# Alan Maley
Alan Maley (Surrey, 7 de janeiro de 1931 — Belvedere, 13 de maio de 1995) é um especialista em efeitos visuais britânico. Venceu o Oscar de melhores efeitos visuais na edição de 1972 por Bedknobs and Broomsticks, ao lado de Danny Lee e Eustace Lycett.